# Louis Coulon (Geograph)
Abbé Louis Coulon (* 1605 in Poitiers; † 1664) war ein französischer Geograph und Historiker.

## Leben
Er war 1620 bis 1640 bei den Jesuiten und wurde dann Weltgeistlicher (Abbé), um sich ganz der Geschichtswissenschaft  und der Geographie zu widmen. Coulon ist Autor vieler Bücher und Übersetzer. Früher wurde ihm die erste bekannte geologische Karte zugeschrieben, veröffentlicht in seinem Buch über die Geschichte der Flüsse Frankreichs 1644, wovon der französische Geologie-Historiker François Ellenberger aber keine Spur finden konnte (er untersuchte unter anderem vier Exemplare des Buchs in Paris) und sie deshalb als Phantom bezeichnete. Die Behauptungen über die Existenz der Karte scheinen bis auf Armand Dufrénoy (1835) zurückzugehen. Coulons Buch über die Flüsse Frankreichs ist von der Descriptio Fluminum Galliae von Papire Masson von 1618 beeinflusst und von den Reisebeschreibungen Frankreichs von Abraham Göllnitz.

## Schriften
- Les rivières de France, ou Description géographique et historique du cours et débordement des fleuves, rivières, fontaines, lacs et estangs qui arrousent les provinces du royaume, 2 Bände, Paris: Gervais Clousier 1644
- Lexicon homericum, Paris, 1643
- Harmonie des IV Evangelistes sur la passion de notre Seigneur, 1645
- Histoire des Juifs, Paris, 3 Bände 1656
- Histoire des vies des Papes, 1656 (mehrfach nachgedruckt)

Er übersetzte unter anderem den Ulysse français von Abraham Göllnitz (1643), die Histoire du royaume de la Chine des portugiesischen Jesuiten Álvaro Semedo (1645, aus dem Italienischen),  die Histoire de la vie des papes (1656) von Bartolomeo Platina und dessen Nachfolgern, mit eigenen Ergänzungen von Coulon bis Innozenz X., und eine Neuausgabe des Tresor de l´histoire de France von Gilles Corrozet (1510–1568) (erschienen 1645, ursprünglich von 1583).
Als Jesuit gab er auch eine Homer-Ausgabe mit Kommentar für Schulzwecke heraus.